# Битва на Эне (1914)
Битва на Эне (нем. Schlacht an der Aisne) — сражение между англо-французскими и германскими войсками на реке Эне во время Первой мировой войны, продолжавшееся с 13 по 15 сентября 1914 года.
После сражения на Марне немцы отошли на север и 12 сентября смогли закрепиться по рекам Эна и Вель: 1-й армии на высотах на правом берегу р. Эны от Нампселя до Вайи, северо-западнее, севернее и северо-восточнее Суассона; 2-й армии на высотах по северному берегу Веля, восточнее и юго-восточнее Реймса. 3-я армия заняла позиции восточнее Реймса. Еще дальше на восток находились 4-я и 5-я армии. Между 1-й и 2-й армиями все еще оставался промежуток до 40 км, прикрытый слабыми силами. Сюда спешили с севера соединения вновь сформированной 7-й армии.
Французское командование, решившее, что германские войска будут продолжать отход и дальше на север чуть ли не до бельгийской границы, поставило своим армиям задачи на дальнейшее наступление, имея главной целью охват правого фланга германского расположения силами 6-й армии. Французские и британская армии вышли на рубеж Эны 13 сентября и начали атаки. Разгорелись кровопролитные бои, ожесточенные лобовые столкновения, которые продолжались до 15 сентября, но союзники не смогли продвинуться дальше, так как в течение 13 и 14 сентября к полю боя подошли два германских корпуса 7-й армии (7-й резервный и 15-й армейский) и заполнили разрыв между 1-й и 2-й германскими армиями, так долго грозивший германцам тяжелыми последствиями.
В ротах германской гвардии осталось по 50 человек вместо 300, а в некоторых полках практически не осталось офицеров. Тылы у немцев были совершенно расстроены, возникли большие трудности со снабжением и боеприпасами. Положение армий союзников мало чем отличалось от положения германских армий. Обе стороны выдохлись и стали зарываться в землю.
Французское командование, наконец, убедилось, что его войска ведут бои не с арьергардами отступающего противника, а с его главными силами и германцы не намерены дальше отходить. Поэтому Жоффр решил прекратить с 15 сентября наступательные действия и приказал закрепляться на захваченных рубежах. С этого дня союзники на всем фронте от Уазы до швейцарской границы переходят к оборонительным действиям и прочному закреплению за собой тех позиций, которые им удалось захватить к вечеру 15 сентября. Битва на Эне явилась определенным рубежом в ходе войны и знаменовала собой начало длительного позиционного периода войны — периода тяжелых кровопролитных и столь же безрезультатных боев.